# Адамій
Адамій (рос. Адамий; адиг. Адэмый) — аул Красногвардійського району Адигеї Росії. Входить до складу Красногвардійського сільського поселення.
Населення — 1316 осіб (2015 рік).